# Llista de peixos de Letònia

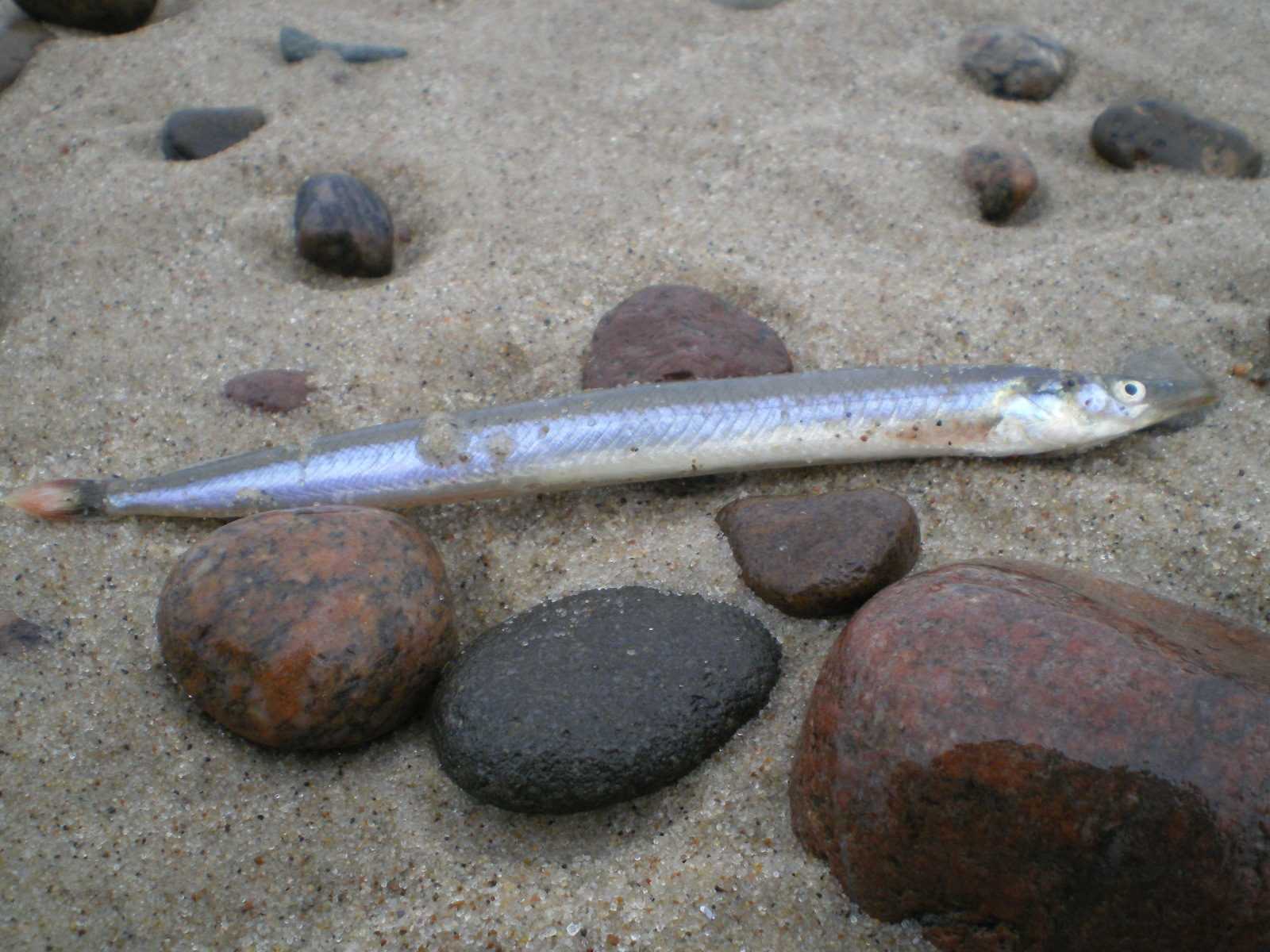
Trencavits (Ammodytes tobianus)

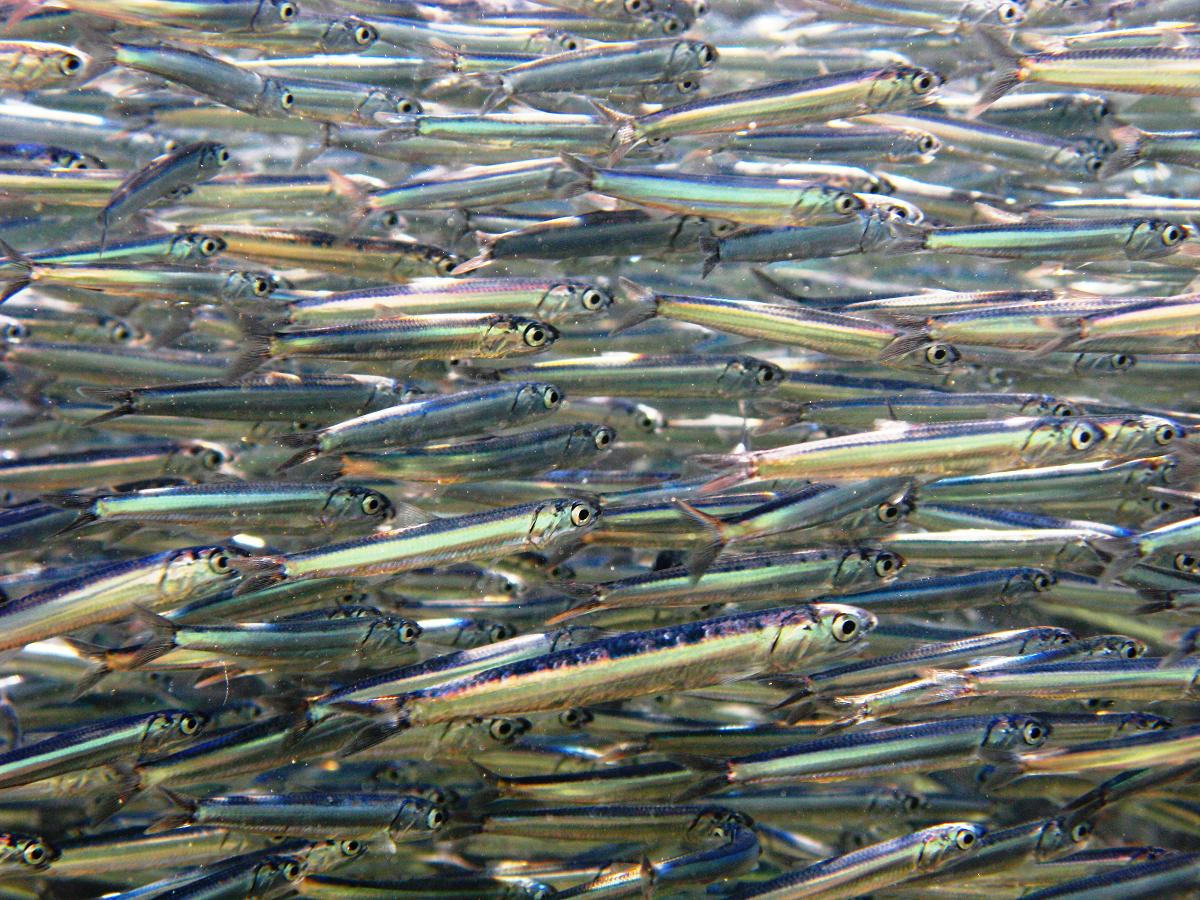
Aladroc (Engraulis encrasicolus)

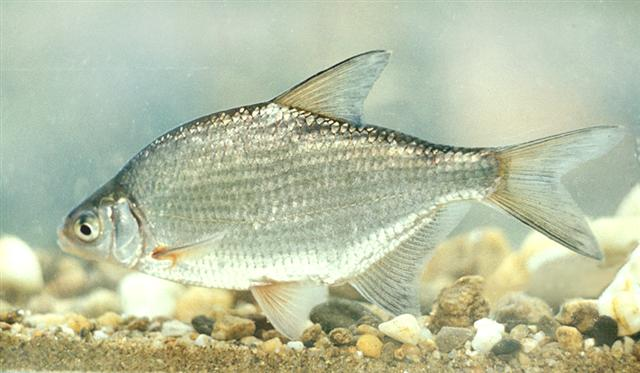
Blicca bjoerkna

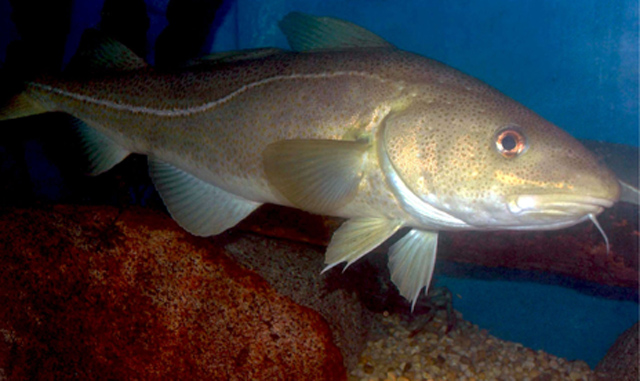
Bacallà de l'Atlàntic (Gadus morhua)

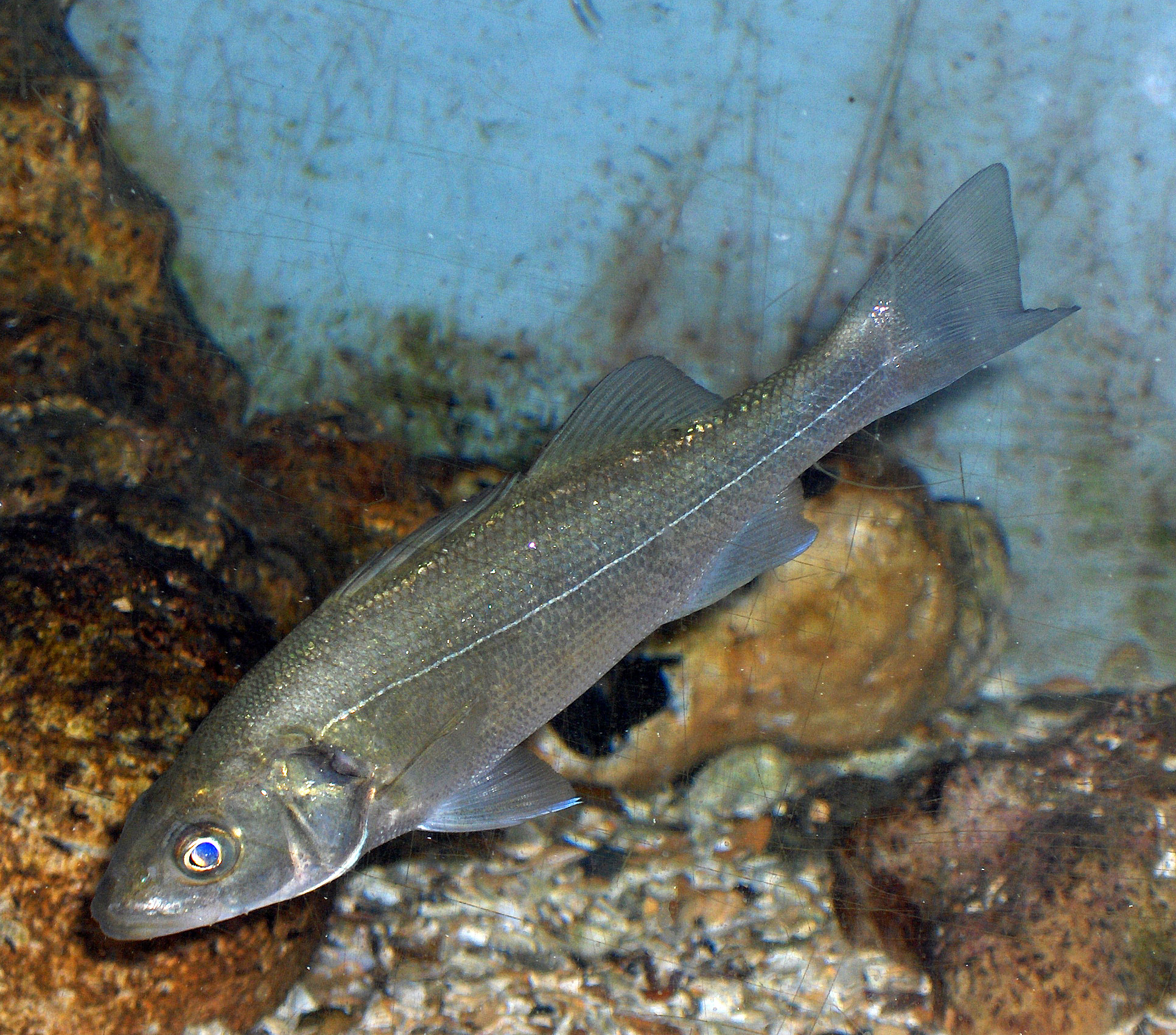
Llobarro (Dicentrarchus labrax)

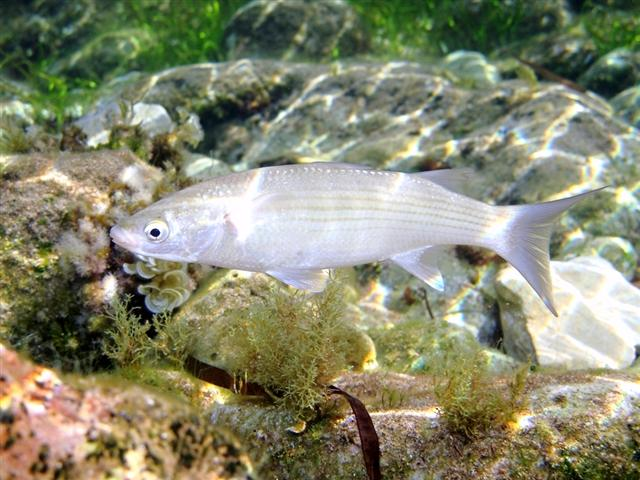
Llissa vera (Chelon labrosus)

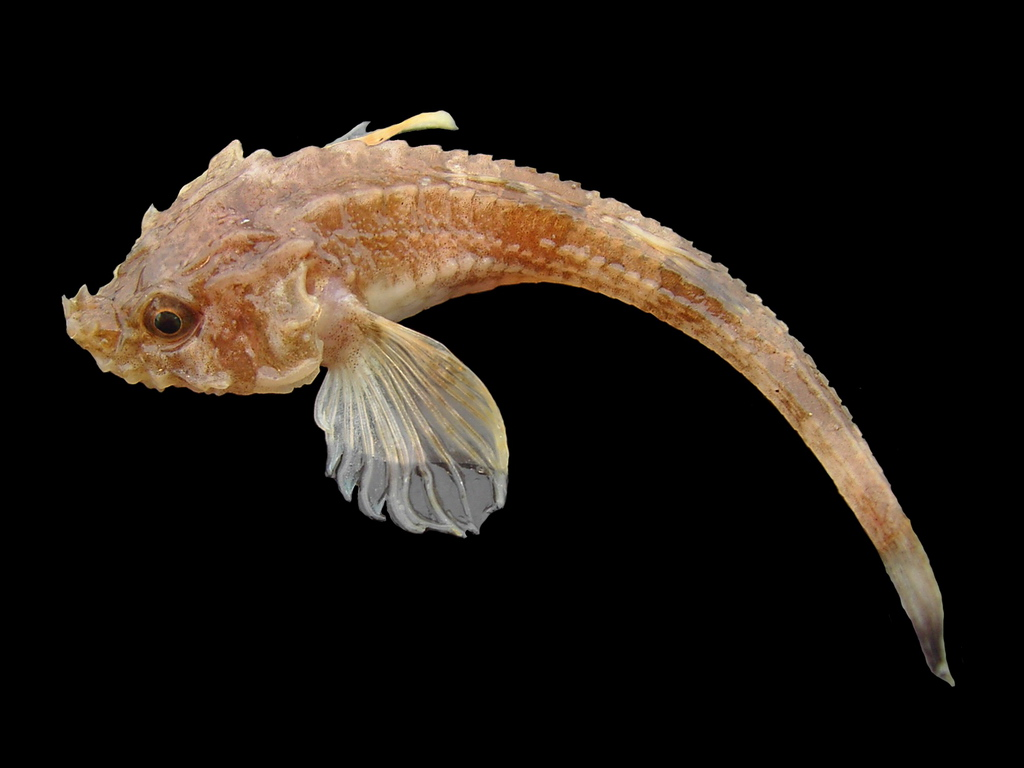
Agonus cataphractus

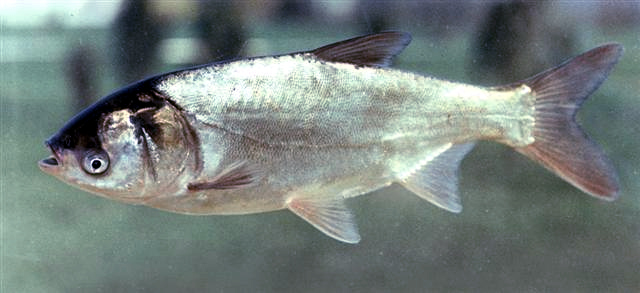
Hypophthalmichthys molitrix

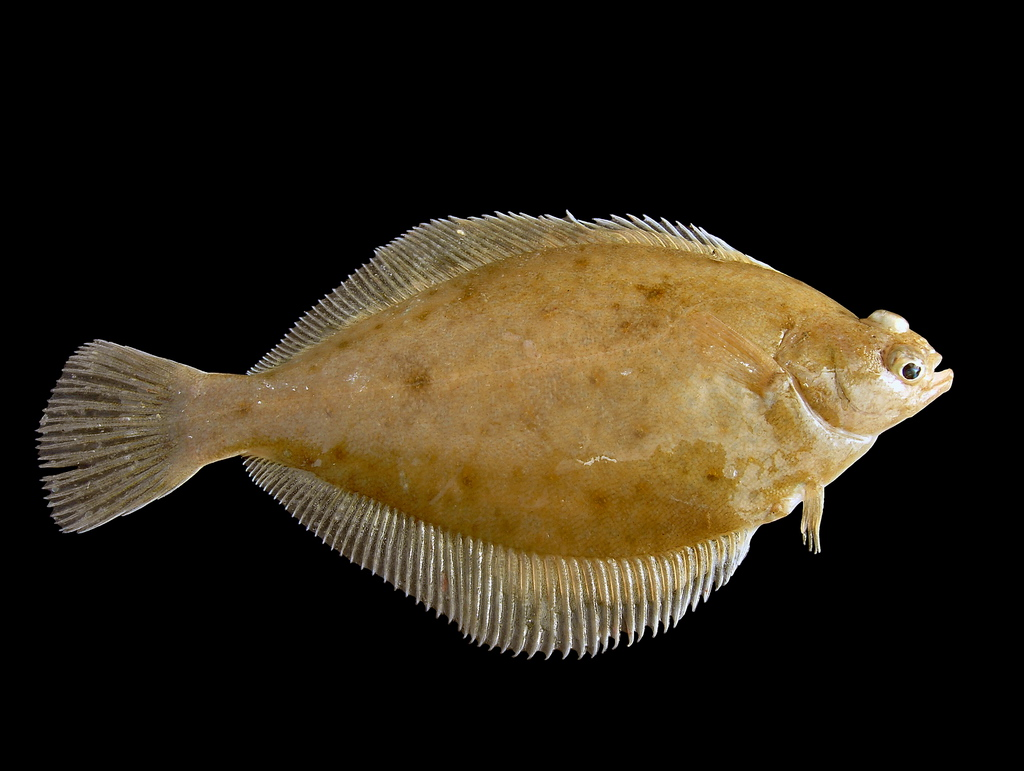
Limanda limanda

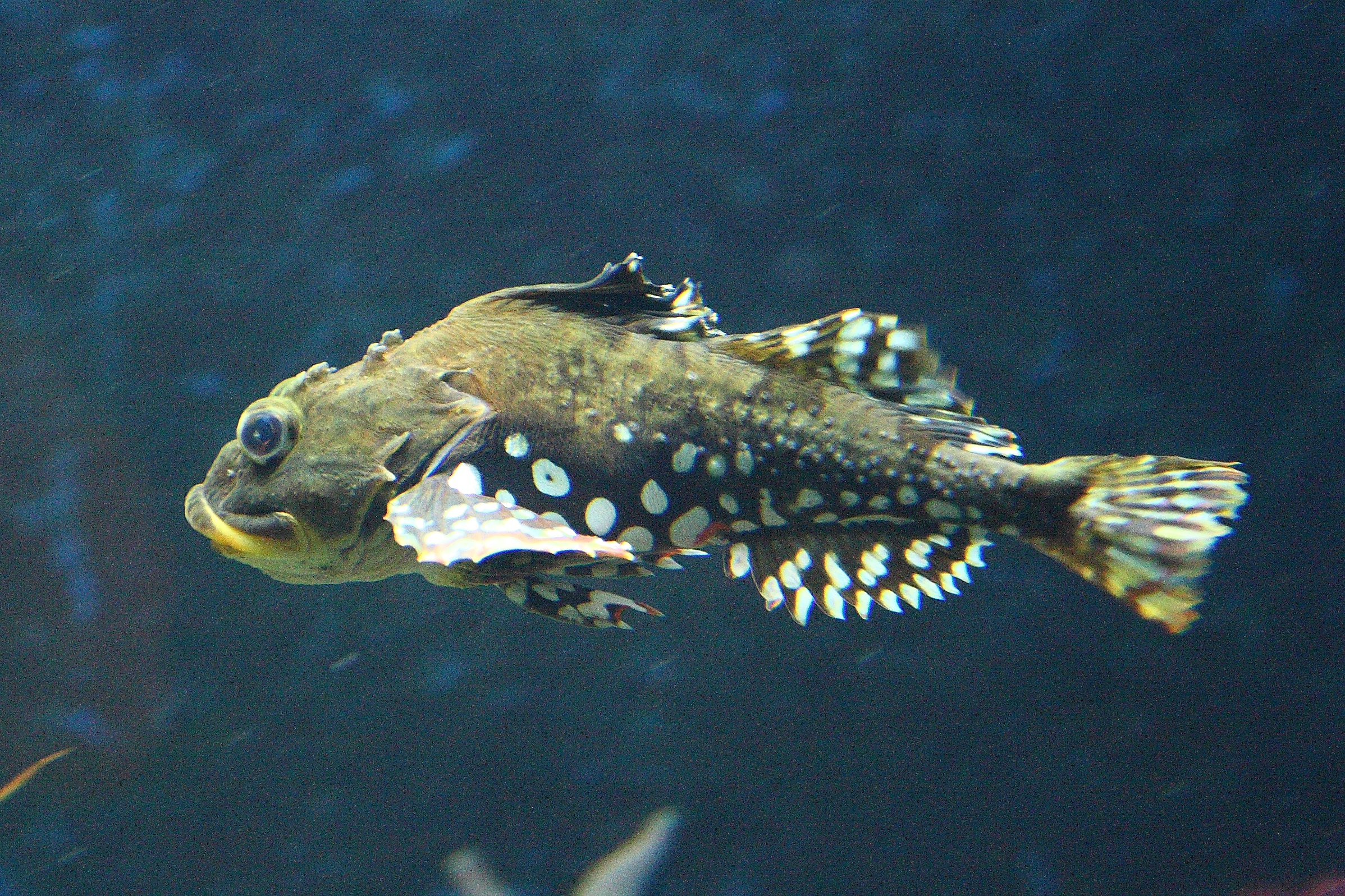
Escorpí de mar d'espines curtes (Myoxocephalus scorpius)

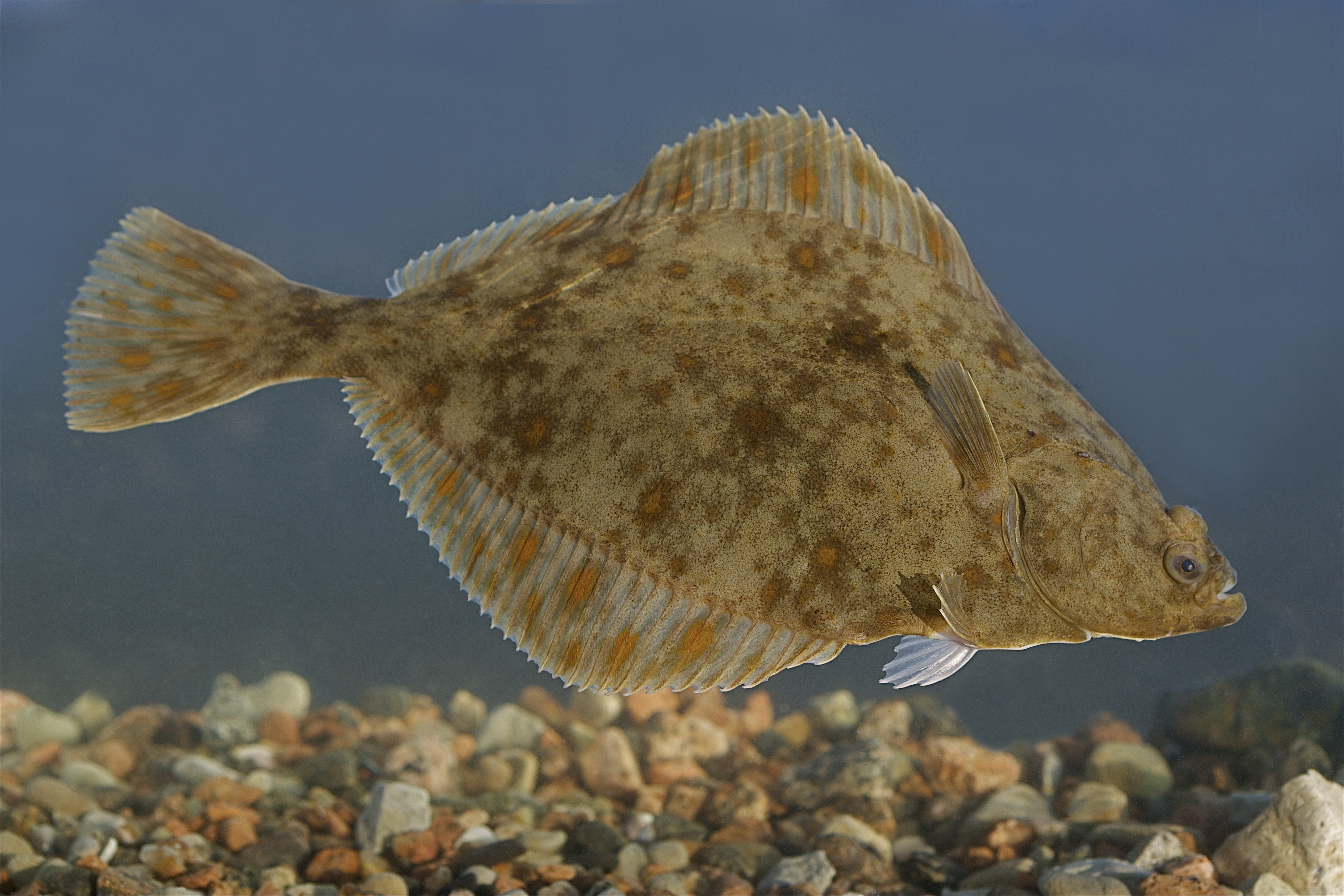
Rèmol de riu (Platichthys flesus)

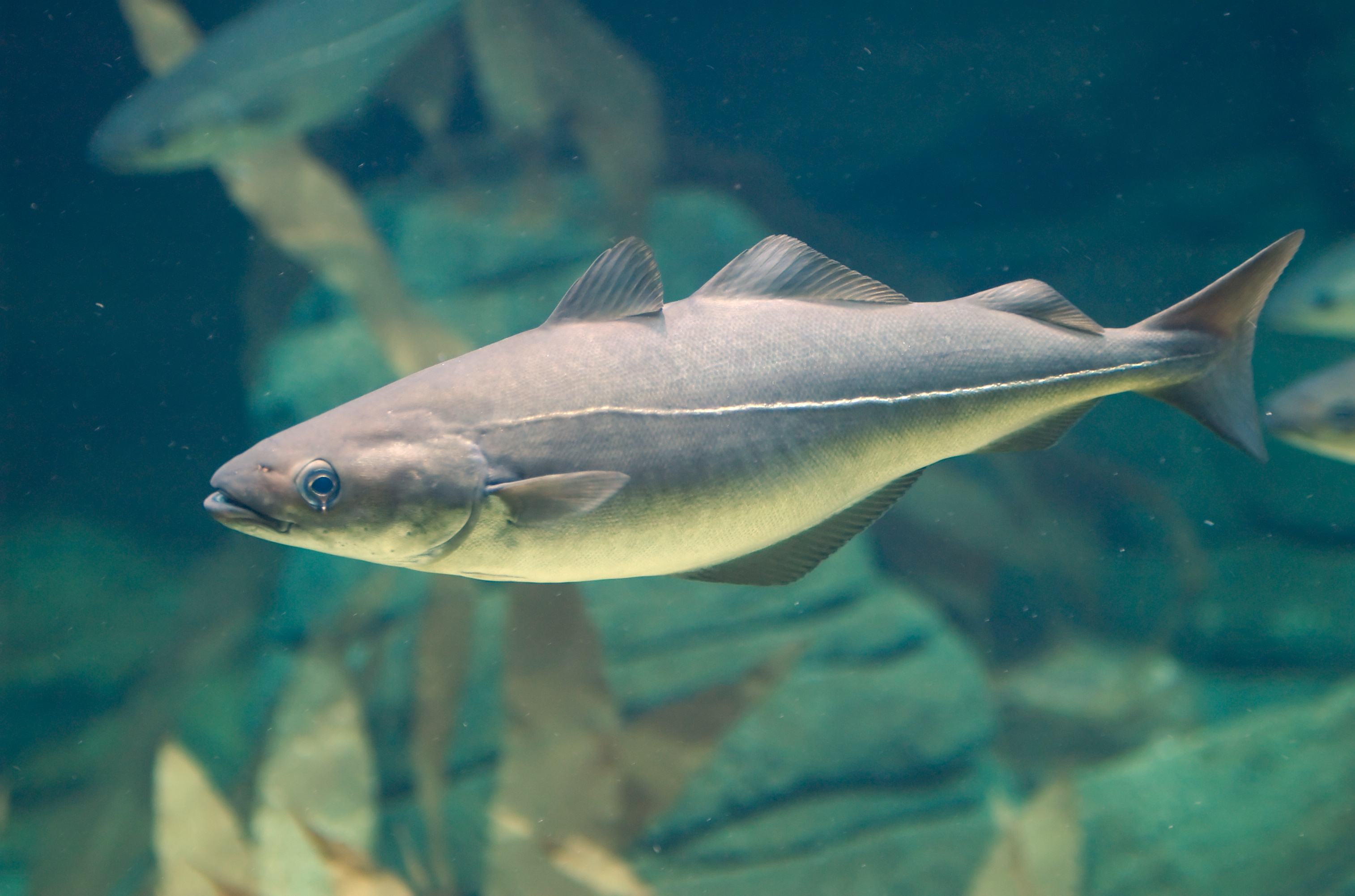
Peix carboner (Pollachius virens)

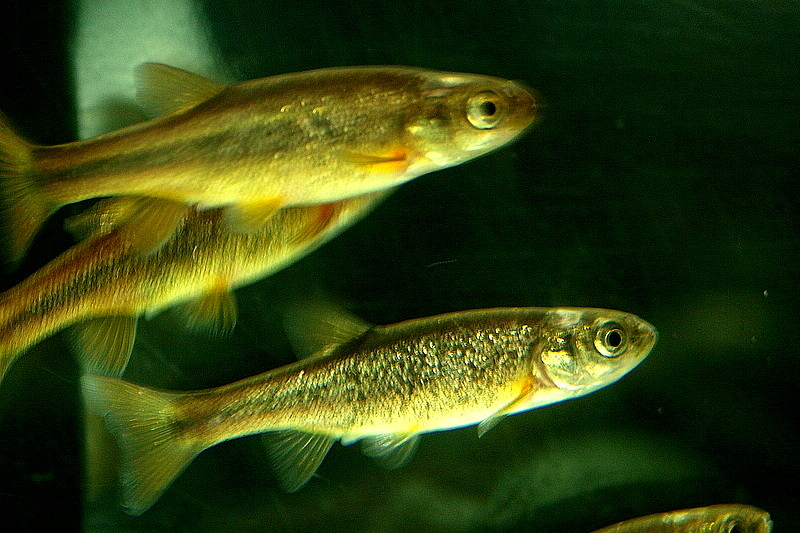
Rhynchocypris percnurus

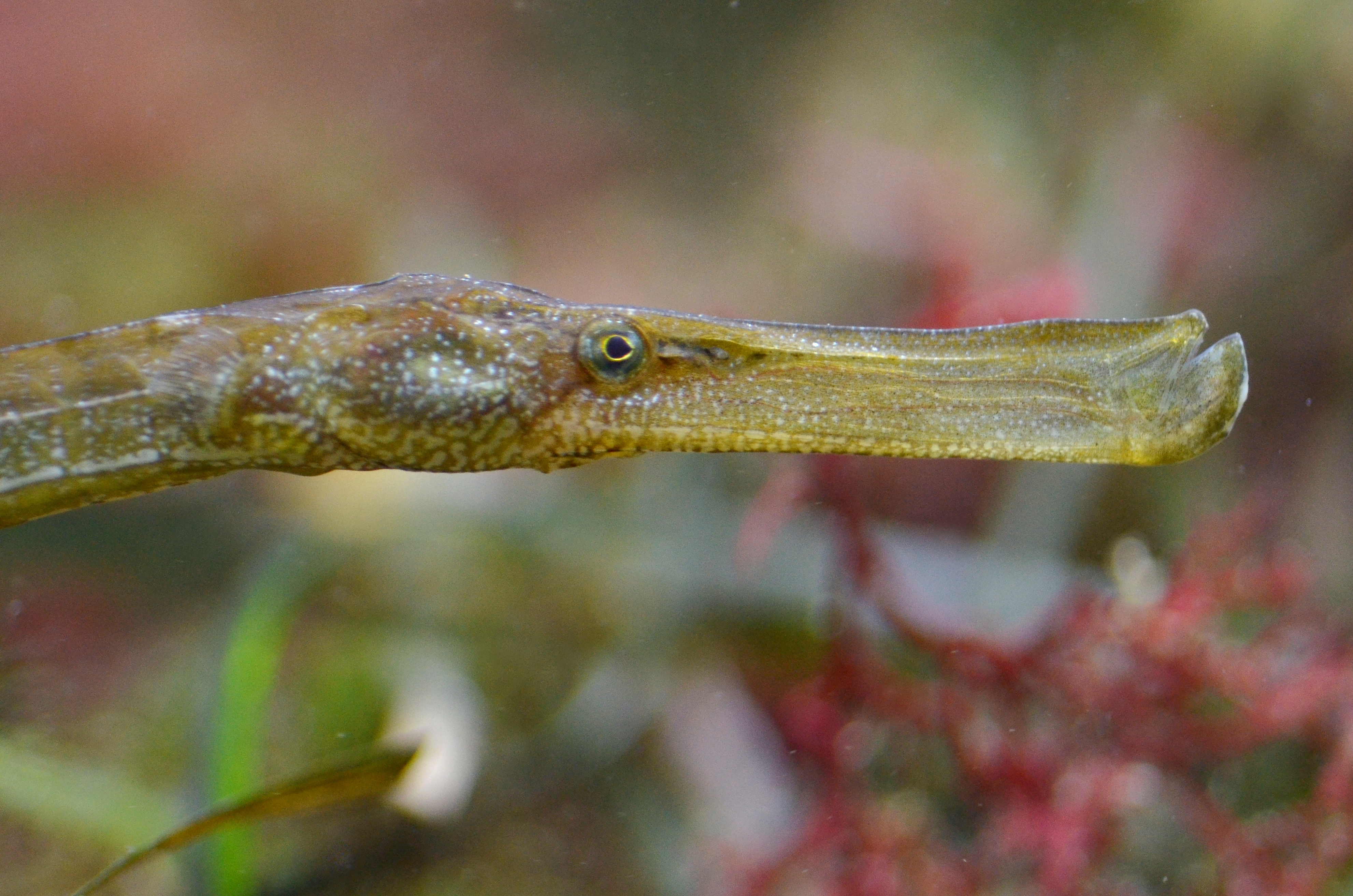
Serpentí (Syngnathus typhle)

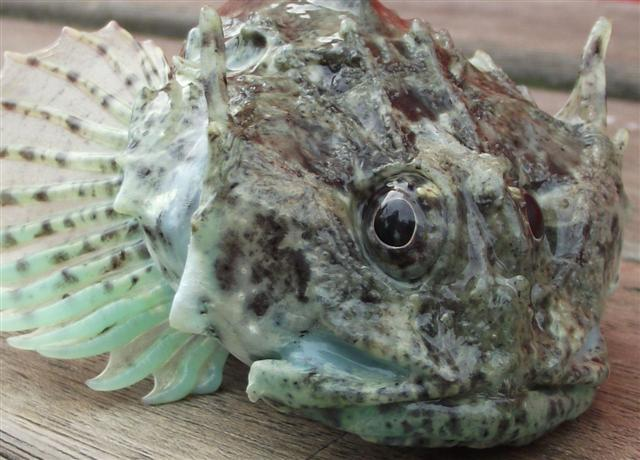
Escorpí de mar d'espines llargues (Taurulus bubalis)

Aquesta llista de peixos de Letònia inclou 113 espècies de peixos que es poden trobar a Letònia ordenades per l'ordre alfabètic de llur nom científic.

## A
- Abramis brama
- Acipenser baerii
- Acipenser gueldenstaedtii
- Acipenser ruthenus
- Acipenser sturio
- Agonus cataphractus
- Alburnoides bipunctatus
- Alburnus alburnus
- Alosa fallax
- Ammodytes tobianus
- Anguilla anguilla

## B
- Ballerus ballerus
- Barbatula barbatula
- Belone belone
- Blicca bjoerkna

## C
- Carassius auratus
- Carassius carassius
- Carassius gibelio
- Chelon labrosus
- Clupea harengus
- Cobitis taenia
- Coregonus albula
- Coregonus ladogae
- Coregonus maraenoides
- Coregonus migratorius
- Coregonus muksun
- Coregonus nasus
- Coregonus oxyrinchus
- Coregonus peled
- Cottus gobio
- Cottus poecilopus
- Ctenopharyngodon idella
- Cyclopterus lumpus
- Cyprinus carpio

## D
- Dicentrarchus labrax

## E
- Enchelyopus cimbrius
- Engraulis encrasicolus
- Esox lucius

## G
- Gadus morhua
- Gasterosteus aculeatus
- Gobio gobio
- Gobius niger
- Gobiusculus flavescens
- Gymnocephalus cernua

## H
- Huso huso
- Hyperoplus lanceolatus
- Hypophthalmichthys molitrix
- Hypophthalmichthys nobilis

## L
- Lampetra fluviatilis
- Lampetra planeri
- Lepomis gibbosus
- Leucaspius delineatus
- Leuciscus aspius
- Leuciscus idus
- Leuciscus leuciscus
- Limanda limanda
- Liparis liparis
- Lophius piscatorius
- Lota lota
- Lumpenus lampretaeformis

## M
- Melanogrammus aeglefinus
- Micropterus salmoides
- Misgurnus fossilis
- Morone saxatilis
- Mylopharyngodon piceus
- Myoxocephalus quadricornis
- Myoxocephalus scorpius

## N
- Nerophis ophidion

## O
- Oncorhynchus gorbuscha
- Oncorhynchus keta
- Oncorhynchus kisutch
- Oncorhynchus mykiss
- Osmerus eperlanus

## P
- Pelecus cultratus
- Perca fluviatilis
- Perccottus glenii
- Petromyzon marinus
- Pholis gunnellus
- Phoxinus phoxinus
- Platichthys flesus
- Pleuronectes platessa
- Pollachius pollachius
- Pollachius virens
- Pomatoschistus microps
- Pomatoschistus minutus
- Pungitius pungitius

## R
- Rhodeus amarus
- Rhynchocypris percnurus
- Rutilus rutilus

## S
- Salmo salar
- Salmo trutta
- Salvelinus alpinus alpinus
- Salvelinus fontinalis
- Sander lucioperca
- Scardinius erythrophthalmus
- Scomber scombrus
- Scophthalmus maximus
- Scophthalmus rhombus
- Silurus glanis
- Solea solea
- Spinachia spinachia
- Sprattus sprattus
- Squalius cephalus
- Squalus acanthias
- Stenodus leucichthys
- Symphodus melops
- Syngnathus typhle

## T
- Taurulus bubalis
- Thunnus thynnus
- Thymallus thymallus
- Tinca tinca

## V
- Vimba vimba

## Z
- Zoarces viviparus[1]